# Thomas Dresselhaus

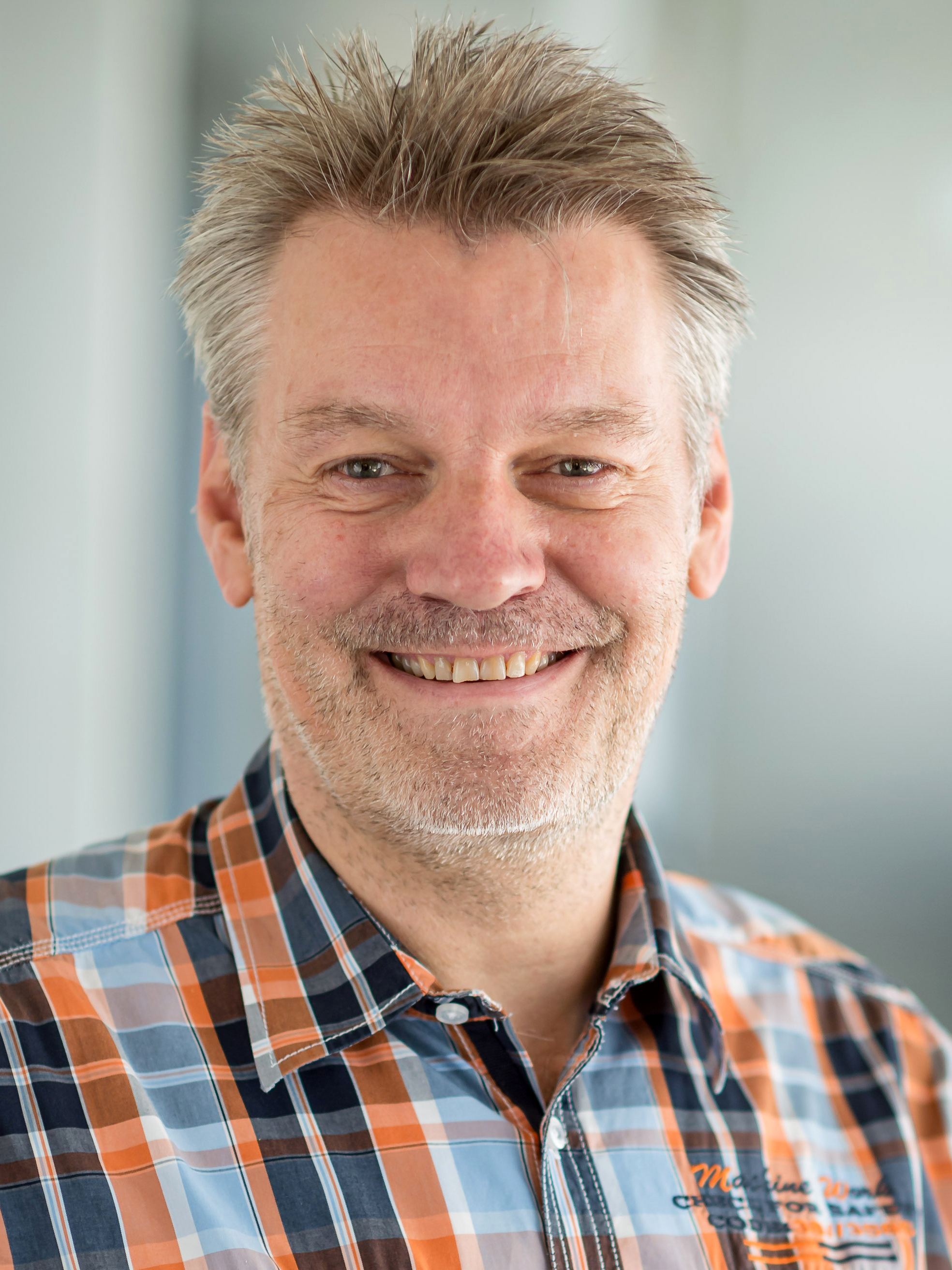
Thomas Dresselhaus (2024)

Thomas Dresselhaus (* 22. Juni 1964 in Rheine) ist ein deutscher Zell- und Entwicklungsbiologe. Er ist Professor für Zellbiologie und Pflanzenbiochemie an der Universität Regensburg.

## Leben und Wirken
Thomas Dresselhaus wuchs in Rheine (Nordrhein-Westfalen) auf. Nach Abitur und Wehrdienst studierte er von 1984 bis 1990 Biologie an der Universität Münster und der Universität Tübingen, mit den Schwerpunkten Genetik, Biochemie, Mikrobiologie und Pflanzenphysiologie. Von 1991 bis 1994 arbeitete er an der Universität Hamburg bei Horst Lörz in der Abteilung für Entwicklungsbiologie und Biotechnologie der Pflanzen an seiner Doktorarbeit.
Nach seiner Promotion wurde Dresselhaus zunächst Gruppenleiter am Biozentrum Klein Flottbek in Hamburg. Nach einem Forschungsaufenthalt in Australien und einer Anstellung bei einer Pflanzentechnologiefirma in Rastatt, leitete er von 2000 bis 2006 eine unabhängige Forschungsgruppe an der Universität Hamburg. In 2006 wurde Dresselhaus zum Professor für Zellbiologie und Pflanzenbiochemie an der Universität Regensburg ernannt. Seine Forschungsschwerpunkte liegen in der Keimbahnentwicklung bei Pflanzen, Befruchtungsmechanismen und der frühen Samenentwicklung sowie der Erforschung der Reaktion der Pflanzen auf Umweltstress.
Neben seiner Forschungs- und Lehrtätigkeit war Dresselhaus von 2009 bis 2017 Forschungsdekan, Prodekan und Dekan der Fakultät für Biologie und Vorklinische Medizin an der Universität Regensburg und ist seit 2018 Internationalisierungsbeauftragter der Fakultät. Von 2010 bis 2014 war er Präsident der International Association for Plant Reproduction Research (IASPRR), seit 2014 ist er gewähltes Mitglied des Beirats der Deutschen Gesellschaft für Zellbiologie und seit 2020 Mitglied des Fachkollegiums für Pflanzenwissenschaften der Deutschen Forschungsgemeinschaft (DFG). Seit 2022 ist er Sprecher der DFG-Forschergruppe Cereal Stem Cell Systems.

## Auszeichnungen und Preise
- 1991 Promotionsstipendium des Boehringer Ingelheim Fonds
- 2006 Mentor-Preis der Simon-Clausen-Stiftung
- 2009 Hirase-Preis der Japanischen Gesellschaft für Pflanzenmorphologie
- 2010 Wahl zum Präsidenten der Internationalen Gesellschaft für Pflanzenreproduktion (IASPRR)
- 2014 Wahl zum Beiratsmitglied der Deutschen Gesellschaft für Zellbiologie
- 2017[4] Fakultätspreis der Fakultät für Biologie und Vorklinische Medizin der Universität Regensburg für hervorragende Lehre
- 2020 Wahl zum Mitglied des[5]DFG-Fachkollegiums Pflanzenwissenschaften